# Riel del dado

Diagrama de una pared ilustrando con franjas naranjas la moldura de coronamiento (arriba), el riel del dado (centro) y el zócalo (abajo).

Un riel del dado, también conocido como riel de silla o moldura del dado, es un tipo de moldura fijada horizontalmente a la pared interior alrededor del perímetro de una habitación.
El riel o moldura del dado es tradicionalmente parte del dado o revestimiento y, aunque el propósito del dado es principalmente estético, el riel del dado puede proporcionar a la pared una protección contra los muebles u otro tipo de contactos. Tradicionalmente, su altura se deriva de la altura del pedestal de una columna de orden clásico, típicamente a 61 centímetros del suelo o aproximadamente a un quinto de la altura de la habitación. Las tendencias modernas llevan la altura a unos 91 centímetros, basándose en el supuesto de que su propósito principal fuese proteger la pared de los respaldos de las sillas. Por eso también se utiliza el término de "carril de silla" o "riel de silla".
A veces, estas molduras se aplican a una pared sin llegar a cubrir completamente el dado. El propósito en estos casos puede ser solo protector, y es común en entornos donde las paredes están sujetas a mucho desgaste, como los centros comerciales y los hospitales. En tales casos, la altura del riel suele ser de 120 centímetros o incluso de 150 desde el suelo y sirve de forma más funcional que estética.